# Краљ Угарске
Краљ Угарске (мађ. magyar király) био је владајући шеф државе Краљевине Угарске од 1000. (или 1001) до 1918. године. Папа Климент XIII је 1758. године одобрио стилизовану титулу Апостолски краљ Угарске и од тада су је користили сви угарски монарси.

## Успостављање титуле
Прије 1000. године, Угарска није била призната као краљевина и владар Угарске је ословљаван као Велики везир Мађара. Први угарски краљ, Стефан I крунисан је 25. децембра 1000. године (или 1. јануара 1001. г) са круном коју му је послао папа Силвестер II уз сагласност светог римског цара Ота III.
Након Стефановог крунисања, сви угарски монарси су носили титулу краља. Међутим, нису сви угарски владари били краљевине, нпр. Стефан Бочкај и Ференц II Ракоци били су проглашени владарима као „велики кнежеви Угарске”, а била су и три гувернера која су понекад ословљавани као „регенти”, а то су Јанош Хуњади, Лајош Кошут и Миклош Хорти.